# Nico Mattan
Nico Mattan (Izegem, 17 juli 1971) is een voormalig Belgisch wielrenner.

## Biografie

### Wielerloopbaan
Nico Mattan werd beroepsrenner in 1994. Hij was vooral gespecialiseerd in de Vlaamse eendagse wedstrijden, maar kon ook goed tijdrijden. Zijn grootste overwinning behaalde hij in 2005, toen hij niet ver van zijn woonplaats de klassieker Gent-Wevelgem wist te winnen. Verder staan ook onder meer de Driedaagse van De Panne (2001), de GP Ouest France-Plouay (2001) en twee etappes in Parijs-Nice op zijn palmares.
Mattan reed aanvankelijk jarenlang als knecht van zijn vriend Frank Vandenbroucke. In 1999 moest Mattan zijn carrière beëindigen na hartproblemen, maar na een herkeuring kon hij deze alsnog voortzetten.

### Doping
In maart 2007 gaf hij zijdelings toe tijdens zijn carrière verboden middelen te hebben gebruikt in een artikel in het regionaal weekblad Krant van West-Vlaanderen. In de talkshow Tour 2008, een programma over de Ronde van Frankrijk, bevestigde Mattan indirect epo-gebruik door de retorische vraag 'wie pakte er niet?'.
Na voor een aantal grote ploegen gereden te hebben, reed hij zijn laatste seizoen voor het bescheiden DFL-Cyclingnews-Litespeed-team. Eind 2007 is Mattan, die bekendstond om zijn bijgeloof, gestopt met wielrennen.

### Ploegleider
Na zijn profcarrière blijft hij actief in de wielerwereld. Sinds maart 2008 leidt Mattan samen met manager Gilbert De Weerdt de continentale ploeg Cyclingnews-Jako. Verder is hij adviseur van de beloftenploeg Soenens-Germond.
In 2009 werd Mattan ploegleider bij het Italiaanse Cinelli-OPD dat rond Frank Vandenbroucke werd opgebouwd. De ploeg kwam vooral in het nieuws met financiële problemen.

## Belangrijkste overwinningen
1992
- Belgisch kampioenschap tijdrijden voor elite zonder contract

1993
- Belgisch kampioenschap tijdrijden voor elite zonder contract

1996
- 1e etappe Ronde van het Waalse Gewest

2000
- Gullegem Koerse
- Kortrijk Koerse

2001
- Proloog Parijs-Nice
- 3e etappe B Driedaagse van De Panne-Koksijde
- Eindklassement Driedaagse van De Panne-Koksijde
- GP Ouest France-Plouay
- Ronde van Piemonte

2002
- Dernycriterium van Antwerpen

2003
- Proloog Parijs-Nice

2004
- Profronde van Friesland

2005
- Gent-Wevelgem

2007
- Kortrijk Koerse

## Resultaten in voornaamste wedstrijden
| Jaar | Ronde van Italië | Ronde van Frankrijk | Ronde van Spanje |
| ---- | ---------------- | ------------------- | ---------------- |
| 1995 |                  |                     |                  |
| 1996 |                  | 123e                |                  |
| 1997 |                  |                     |                  |
| 1998 |                  |                     | 67e              |
| 1999 |                  |                     | opgave           |
| 2000 |                  | 22e                 |                  |
| 2001 |                  | 98e                 |                  |
| 2002 |                  | 123e                |                  |
| 2003 |                  |                     |                  |
| 2004 |                  |                     |                  |
| 2005 |                  |                     |                  |
| 2006 |                  |                     |                  |
| 2007 |                  |                     |                  |

| Jaar | Milaan-San Remo | Gent-Wevelgem | Ronde van Vlaanderen | Parijs-Roubaix | Amstel Gold Race | Luik-Bast.‑Luik | Dwars door Vlaanderen | Bretagne Classic | E3 Harelbeke |  | WK op de weg |  | Wereldranglijsten |
| ---- | --------------- | ------------- | -------------------- | -------------- | ---------------- | --------------- | --------------------- | ---------------- | ------------ |  | ------------ |  | ----------------- |
| 1995 | 84e             | 43e           | 88e                  |                |                  |                 |                       |                  |              |  | opgave       |  |                   |
| 1996 | 142e            | 33e           | 78e                  | 54e            |                  |                 |                       |                  |              |  |              |  |                   |
| 1997 |                 |               |                      |                | 29e              |                 | 15e                   |                  | 19e          |  | 67e          |  |                   |
| 1998 |                 | Brons         |                      |                | 57e              |                 | 54e                   |                  | 22e          |  | 52e          |  |                   |
| 1999 |                 |               |                      |                |                  |                 |                       |                  |              |  | opgave       |  |                   |
| 2000 | 48e             |               |                      |                |                  |                 | 13e                   | Zilver           | 19e          |  | 21e          |  |                   |
| 2001 | 35e             | 5e            | 11e                  | 13e            |                  |                 | 8e                    | Goud             | 13e          |  | 47e          |  | 27e (UWB)         |
| 2002 | 102e            | 27e           | 23e                  | 9e             | 10e              | 93e             | 45e                   | 18e              |              |  |              |  | 22e (UWB)         |
| 2003 | 66e             | 34e           | 5e                   | 19e            | 61e              | 64e             | 53e                   |                  | 27e          |  |              |  |                   |
| 2004 |                 | 13e           | 39e                  |                | 94e              |                 | 16e                   |                  | 24e          |  |              |  |                   |
| 2005 | 96e             | ↑             | 17e                  | 14e            |                  |                 | 9e                    | 33e              | 5e           |  |              |  | 56e (UPT)         |
| 2006 |                 | 89e           |                      | 32e            |                  |                 | opgave                | opgave           | 80e          |  |              |  |                   |
| 2007 |                 |               |                      |                |                  |                 | 36e                   |                  | 87e          |  |              |  |                   |

## Ploegen
- 1993 - Lotto-Caloi
- 1994 - Lotto-Caloi
- 1995 - Lotto-Isoglass
- 1996 - Lotto-Isoglass
- 1997 - Mapei - GB
- 1998 - Mapei-Bricobi
- 1999 - Cofidis, le Crédit par Téléphone
- 2000 - Cofidis, le Crédit par Téléphone
- 2001 - Cofidis, le Crédit par Téléphone
- 2002 - Cofidis, le Crédit par Téléphone
- 2003 - Cofidis, le Crédit par Téléphone
- 2004 - Relax-Bodysol
- 2005 - Davitamon - Lotto
- 2006 - Davitamon-Lotto
- 2007 - DFL-Cyclingnews-Litespeed